# Államok vezetőinek listája 2007-ben
Ezen az oldalon a 2007-ben fennálló államok vezetőinek névsora olvasható földrészek, majd országok szerinti bontásban.

## Európa
| Ország                                       | Államfő | Kormányfő |
| -------------------------------------------- | --- | --- |
| Albánia · köztársaság                        | Alfred Moisiu (2002–2007) Bamir Topi (2007–2012), lista | Sali Berisha (2005–2013), lista |
| Andorra · parlamentáris társhercegség        | Jacques Chirac (1995–2007) Nicolas Sarkozy (2007–2012), lista Joan-Enric Vives i Sicília (2003–), lista Társhercegek listája | Albert Pintat (2005–2009), lista |
| Ausztria · szövetségi köztársaság            | Heinz Fischer (2004–2016), lista | Wolfgang Schüssel (2000–2007) Alfred Gusenbauer (2007–2008), szövetségi kancellár lista |
| Azerbajdzsán · köztársaság                   | İlham Əliyev (2003–), lista · * Hegyi-Karabah Köztársaság · Arkagyij Gukaszján (1997–2007) · Bako Szahakján (2007–2020), lista | Artur Rasizade (2003–2018), lista · * Hegyi-Karabah Köztársaság · Anusavan Danielján (1999–2007) · Arajik Harutjunján (2007–2018), lista |
| Belgium · parlamentáris monarchia            | II. Albert király (1993–2013) | Guy Verhofstadt (1999–2008), lista |
| Bosznia-Hercegovina · szövetségi köztársaság | A háromtagú Elnökség elnöke * Bosznia-hercegovinai Föderáció Niko Lozančić (2003–2007) Borjana Krišto (2007–2011), lista * Bosznia-hercegovinai Szerb Köztársaság Milan Jelić (2006–2007) Rajko Kuzmanović (2007–2010), lista * Nemzetközi főképviselő Christian Schwarz-Schilling (2006–2007) Miroslav Lajčák (2007–2009) | Adnan Terzić (2002–2007) Nikola Špirić (2007–2012), lista * Bosznia-hercegovinai Föderáció Ahmet Hadžipašić (2003–2007) Nedžad Branković (2007–2009), lista * Bosznia-hercegovinai Szerb Köztársaság Milorad Dodik (2006–2010), lista |
| Bulgária · köztársaság                       | Georgi Parvanov (2002–2012), lista | Szergej Sztanisev (2005–2009), lista |
| Ciprus · köztársaság                         | Tásszosz Papadópulosz (2003–2008), lista · * Észak-Ciprus · Mehmet Ali Talat (2005–2010), elnök | Elnök tölti be a kormányfői posztot is. · * Észak-Ciprus · Ferdi Sabit Soyer (2005–2009), miniszterelnök |
| Csehország · köztársaság                     | Václav Klaus (2003–2013), lista | Mirek Topolánek (2006–2009), lista |
| Dánia · parlamentáris monarchia              | II. Margit királynő (1972–2024) | Anders Fogh Rasmussen (2001–2009), lista · * Feröer · Jóannes Eidesgaard (2004–2008), lista · * Grönland · Hans Enoksen (2002–2009), lista |
| Egyesült Királyság · parlamentáris monarchia | II. Erzsébet királynő (1952–2022) | Tony Blair (1997–2007) · Gordon Brown (2007–2010), lista · * Észak-Írország · Ian Paisley (2007–2008), első miniszter · * Skócia · Jack McConnell (2001–2007) · Alex Salmond (2007–2014), első miniszter · * Wales · Rhodri Morgan (2000–2009), első miniszter · * Gibraltár Egyesült Királyság külbirtoka · Robert Fulton (2006–2009), kormányzó · Peter Caruana (1996–2011), főminiszter · * Guernsey Bailiffség koronabirtok · Sir Fabian Malbon (2005–2011), alkormányzó · Geoffrey Rowland (2005–), lista · * Jersey Bailiffség koronabirtok · Andrew Ridgway (2006–2011), alkormányzó · Sir Philip Bailhache (1995–2009), főminiszter · * Man-sziget koronabirtok · Sir Paul Haddacks (2005–2011), alkormányzó · Tony Brown (2006–2011), lista |
| Észtország · köztársaság                     | Toomas Hendrik Ilves (2006–2016), lista | Andrus Ansip (2005–2014), lista |
| Fehéroroszország · köztársaság               | Aljakszandr Lukasenka (1994–), lista | Szjarhej Szidorszki (2003–2010), lista |
| Finnország · köztársaság                     | Tarja Halonen (2000–2012), lista | Matti Vanhanen (2003–2010), lista · * Åland · Roger Nordlund (1999–2007) · Viveka Eriksson (2007–2011) |
| Franciaország · köztársaság                  | Jacques Chirac (1995–2007) Nicolas Sarkozy (2007–2012), lista | Dominique de Villepin (2005–2007) François Fillon (2007–2012), lista |
| Görögország · köztársaság                    | Karolosz Papuliasz (2005–2015), lista * Athosz-hegyi Köztársaság autonóm vallási terület I. Bartolomeosz (1991–), Konstantinápoly ökumenikus patriarkája | Kosztasz Karamanlisz (2004–2009), lista |
| Grúzia · köztársaság                         | Miheil Szaakasvili (2004–2007) · Nino Burdzsanadze (2007–2008, ügyvivő, lista · * Abházia · Szergej Bagaps (2005–2011), lista · * Dél-Oszétia · Eduard Kokojti (2001–2011), lista | Zurab Nogaideli (2005–2007) · Lado Gurgenidze (2007–2008), lista · * Abházia · Alekszander Ankvab (2005–2010), lista · * Dél-Oszétia · Jurij Morozov (2005–2008), lista |
| Hollandia · parlamentáris monarchia          | Beatrix királynő (1980–2013) | Jan Peter Balkenende (2002–2010), lista |
| Horvátország · köztársaság                   | Stjepan Mesić (2000–2010), lista | Ivo Sanader (2003–2009), lista |
| Izland · köztársaság                         | Ólafur Ragnar Grímsson (1996–2016), lista | Geir Haarde (2006–2009), lista |
| Írország · köztársaság                       | Mary McAleese (1997–2011), lista | Bertie Ahern (1997–2008), lista |
| Lengyelország · köztársaság                  | Lech Kaczyński (2005–2010), lista | Jarosław Kaczyński (2006–2007) Donald Tusk (2007–2014), lista |
| Lettország · köztársaság                     | Vaira Vīķe-Freiberga (1999–2007) Valdis Zatlers (2007–2011), lista | Aigars Kalvītis (2004–2007) Ivars Godmanis (2007–2009), lista |
| Liechtenstein · alkotmányos monarchia        | II. János Ádám herceg (1989–) | Otmar Hasler (2001–2009), lista |
| Litvánia · köztársaság                       | Valdas Adamkus (2004–2009), lista | Gediminas Kirkilas (2006–2008), lista |
| Luxemburg · parlamentáris monarchia          | Henrik nagyherceg (2000–) | Jean-Claude Juncker (1995–2013), lista |
| Észak-Macedónia · köztársaság                | Branko Crvenkovski (2004–2009), lista | Nikola Gruevszki (2006–2016), lista |
| Magyarország · köztársaság                   | Sólyom László (2005–2010), lista | Gyurcsány Ferenc (2004–2009), lista |
| Málta · köztársaság                          | Edward Fenech Adami (2004–2009), lista | Lawrence Gonzi (2004–2013), lista |
| Moldova · köztársaság                        | Vlagyimir Voronyin (2001–2009), lista · * Dnyeszter Menti Köztársaság · Igor Szmirnov (1990–2011), kombinált lista · * Găgăuzia · Mihail Formuzal (2006–2015) | Vasile Tarlev (2001–2008), lista |
| Monaco · alkotmányos monarchia               | II. Albert herceg (2005–) | Jean-Paul Proust (2005–2010), lista |
| Montenegró · köztársaság                     | Filip Vujanović (2003–2018), lista | Željko Šturanović (2006–2008), lista |
| Németország · szövetségi köztársaság         | Hors Köhler (2004–2010), lista | Angela Merkel (2005–2021), lista |
| Norvégia · parlamentáris monarchia           | V. Harald király (1991–) | Jens Stoltenberg (2005–2013), lista |
| Olaszország · köztársaság                    | Giorgio Napolitano (2006–2015), lista | Romano Prodi (2006–2008), lista |
| Oroszország · szövetségi köztársaság         | Vlagyimir Putyin (1999–2008), lista | Mihail Fradkov (2004–2007) Viktor Zubkov (2007–2008), lista |
| Örményország · köztársaság                   | Robert Kocsarján (1998–2008), lista | Andranik Margarján (2000–2007) Szerzs Szargszján (2007–2008), lista |
| Portugália · köztársaság                     | Aníbal Cavaco Silva (2006–2016), lista | Jose Sócrates (2005–2011), lista |
| Románia · köztársaság                        | Traian Băsescu (2004–2014), lista | Călin Popescu-Tăriceanu (2004–2008), lista |
| San Marino · köztársaság                     | Antonio Carattoni és Roberto Giorgetti (2006–2007) Alessandro Rossi és Alessandro Mancini (2007) Mirko Tomassoni és Alberto Selva (2007–2008), Régenskapitányok | a két régenskapitány egyben kormányfő is |
| Spanyolország · parlamentáris monarchia      | I. János Károly király (1975–2014) | José Luis Rodríguez Zapatero (2004–2011), lista |
| Svájc · konföderáció                         | Szövetségi Tanács * Moritz Leuenberger (1995–2010) * Pascal Couchepin (1998–2009) * Samuel Schmid (2000–2008) * Micheline Calmy-Rey (2002–2011), elnök * Christoph Blocher (2003–2007) * Hans-Rudolf Merz (2003–2010) * Doris Leuthard (2006–2018)                                                                         | A Szövetségi Tanács látja el a kormányzati feladatokat is |
| Svédország · parlamentáris monarchia         | XVI. Károly Gusztáv király (1973–) | Fredrik Reinfeldt (2006–2014), lista |
| Szerbia · köztársaság                        | Boris Tadić (2003–2012), lista · * Koszovó nemzetközi igazgatás · Fatmir Sejdiu (2006–2010) · ENSZ-különmegbízott · Joachim Rücker (2006–2008) | Vojislav Koštunica (2004–2008), lista · * Koszovó nemzetközi igazgatás · Agim Çeku (2006–2008) |
| Szlovákia · köztársaság                      | Ivan Gašparovič (2004–2014), lista | Robert Fico (2006–2010), lista |
| Szlovénia · köztársaság                      | Janez Drnovšek (2002–2007) Danilo Türk (2007–2012), lista | Janez Janša (2004–2008), lista |
| Ukrajna · köztársaság                        | Viktor Juscsenko (2005–2010), lista * Krím Anatolij Pavlovics Hricenko (2006–2010) | Viktor Janukovics (2006–2007) Julija Timosenko (2007–2010), lista * Krím Viktor Taraszovics Plakida (2006–2010), lista |
| Vatikán · teokratikus monarchia              | XVI. Benedek pápa (2005–2013) | Tarcisio Bertone (2006–2013), lista |

## Afrika
| Ország                                        | Államfő | Kormányfő |
| --------------------------------------------- | --- | --- |
| Algéria · köztársaság                         | Abd el-Azíz Buteflíka (1999–2019), lista | Abd el-Azíz Belhádem (2006–2008), lista                                                                                       |
| Angola · köztársaság                          | José Eduardo dos Santos (1979–2017), lista | Fernando da Piedade Dias dos Santos (2002–2008), lista                                                                        |
| Benin · köztársaság                           | Yayi Boni (2006–2016), lista | elnök tölti be a kormányfői beosztást is                                                                                      |
| Bissau-Guinea · köztársaság                   | João Bernardo Vieira (2005–2009), lista | Aristides Gomes (2005–2007) Martinho Ndafa Kabi (2007–2008), lista                                                            |
| Botswana · köztársaság                        | Festus Mogae (1998–2008), lista | elnök tölti be a kormányfői beosztást is                                                                                      |
| Burkina Faso · köztársaság                    | Blaise Compaoré (1987–2014), lista | Paramanga Ernest Yonli (2000–2007) Tertius Zongo (2007–2011), lista                                                           |
| Burundi · köztársaság                         | Pierre Nkurunziza (2005–2020), lista | elnök tölti be a kormányfői posztot is                                                                                        |
| Comore-szigetek · köztársaság                 | Ahmed Abdallah Mohamed Sambi (2006–2011), lista * Anjouan Mohamed Bacar (2001–2008), lista * Grande Comore Abdú Soulé Elbak (2002–2007) Mohamed Abdoulwahab (2007–2011), lista * Mohéli Mohamed Száid Fazul (2002–2007) Mohamed Ali Száid (2007–2016), lista           | elnök tölti be a kormányfői posztot is                                                                                        |
| Csád · köztársaság                            | Idriss Déby (1990–2021), lista | Pascal Yoadimnadji (2005–2007) Delwa Kassiré Koumakoye (2007–2008), lista                                                     |
| Dél-afrikai Köztársaság · köztársaság         | Thabo Mbeki (1999–2008), lista | elnök tölti be a kormányfői beosztást is                                                                                      |
| Dzsibuti · köztársaság                        | Ismail Omar Guelleh (1999–), lista | Dileita Mohamed Dileita (2001–2013), lista                                                                                    |
| Egyenlítői-Guinea · köztársaság               | Teodoro Obiang Nguema Mbasogo (1979–), lista | Ricardo Mangue Obama Nfubea (2006–2008), lista                                                                                |
| Egyiptom · köztársaság                        | Hoszni Mubárak (1981–2011), lista | Ahmed Nazíf (2004–2011), lista                                                                                                |
| Elefántcsontpart · köztársaság                | Laurent Gbagbo (2000–2011), lista | Charles Konan Banny (2005–2007) Guillaume Soro (2007–2012), lista                                                             |
| Eritrea · köztársaság                         | Isaias Afewerki (1991–), lista | elnök tölti be a kormányfői posztot is                                                                                        |
| Etiópia · köztársaság                         | Girma Wolde-Giorgis (2001–2013), lista | Meles Zenawi (1995–2012), lista                                                                                               |
| Gabon · köztársaság                           | Omar Bongo (1967–2009), lista | Jean Eyeghe Ndong (2006–2009), lista                                                                                          |
| Gambia · köztársaság                          | Yahya Jammeh (1994–2017), lista | elnök tölti be a kormányfői posztot is                                                                                        |
| Ghána · köztársaság                           | John Kufuor (2001–2009), lista | elnök tölti be a kormányfői posztot is                                                                                        |
| Guinea · köztársaság                          | Lansana Conté (1984–2008), lista | Lansana Kouyaté (2007–2008), lista                                                                                            |
| Kamerun · köztársaság                         | Paul Biya (1982–), lista | Ephraïm Inoni (2004–2009), lista                                                                                              |
| Kenya · köztársaság                           | Mwai Kibaki (2002–2013), lista | elnök tölti be a kormányfői posztot is                                                                                        |
| Kongói Köztársaság · köztársaság              | Denis Sassou-Nguesso (1997–), lista | Isidore Mvouba (2005–2009), lista                                                                                             |
| Kongói Demokratikus Köztársaság · köztársaság | Joseph Kabila (2001–2019), lista | Antoine Gizenga (2006–2008) Adolphe Muzito (2008–2012) lista                                                                  |
| Közép-afrikai Köztársaság · köztársaság       | François Bozizé (2003–2013), lista | Élie Doté (2005–2008), lista                                                                                                  |
| Lesotho · alkotmányos monarchia               | III. Letsie király (1996–) | Pakalitha Mosisili (1998–2012), lista                                                                                         |
| Libéria · köztársaság                         | Ellen Johnson-Sirleaf (2006–2018), lista | elnök tölti be a kormányfői posztot is                                                                                        |
| Líbia köztársaság                             | Moammer Kadhafi (1969–2011), valódi országvezető Muhammad az-Zanáti (1992–2008), névleges államfő | Bagdádi Mahmúdi (2006–2011), lista                                                                                            |
| Madagaszkár · köztársaság                     | Marc Ravalomanana (2002–2009), lista | Jacques Sylla (2002–2007) Charles Rabemananjara (2007–2009), lista                                                            |
| Malawi · köztársaság                          | Bingu wa Mutharika (2004–2012), lista | elnök tölti be a kormányfői posztot is                                                                                        |
| Mali · köztársaság                            | Amadou Toumani Touré (2002–2012), lista | Ousmane Issoufi Maïga (2004–2007) Modibo Sidibé (2007–2011), lista                                                            |
| Marokkó · alkotmányos monarchia               | VI. Mohammed király (1999–) · * Nyugat-Szahara · Mohamed Abd el-Azíz (1976–2016) | Drisz Zsettu (2002–2007) · Abbász el-Faszi (2007–2011), lista · * Nyugat-Szahara · Abd el-Káder Táleb Umar (2003–2018), lista |
| Mauritánia · köztársaság                      | Ely Ould Mohamed Vall (2005–2007) Szídi Uld Sejh Abdalláh (2007–2008), lista | Szídi Mohamed Uld Búbakar (2005–2007) Zejne Uld Zejdán (2007–2008), lista                                                     |
| Mauritius · köztársaság                       | Anerood Jugnauth (2003–2012), lista * Rodrigues Johnson Roussety (2006–2011), főbiztos | Navin Ramgoolam (2005–2014), lista * Rodrigues Jean-Claude Pierre-Louis (2004–2010), főminiszter                              |
| Mozambik · köztársaság                        | Armando Guebuza (2005–2015), lista | Luisa Diogo (2004–2010), lista                                                                                                |
| Namíbia · köztársaság                         | Hifikepunye Pohamba (2005–2015), lista | Nahas Angula (2005–2012), lista                                                                                               |
| Niger · köztársaság                           | Tandja Mamadou (1999–2010), lista | Hama Amadou (2000–2007) Seyni Oumarou (2007–2009), lista                                                                      |
| Nigéria · köztársaság                         | Olusegun Obasanjo (1999–2007) Umaru Yar’Adua (2007–2010), lista | elnök tölti be a kormányfői posztot is                                                                                        |
| Ruanda · köztársaság                          | Paul Kagame (2000–), lista | Bernard Makuza (2000–2011), lista                                                                                             |
| São Tomé és Príncipe · köztársaság            | Fradique de Menezes (2003–2011), lista | Tomé Vera Cruz (2006–2008), lista * Príncipe (régió) José Cassandra (2006–2020), kormányfő                                    |
| Seychelle-szigetek · köztársaság              | James Michel (2004–2016), lista | elnök tölti be a kormányfői posztot is                                                                                        |
| Sierra Leone · köztársaság                    | Ahmad Tejan Kabbah (1998–2007) Ernest Bai Koroma (2007–2018), lista | elnök tölti be a kormányfői posztot is                                                                                        |
| Szenegál · köztársaság                        | Abdoulaye Wade (2000–2012), lista | Macky Sall (2004–2007) Hadzsibú Szúmaré (2007–2009), lista                                                                    |
| Szomália · köztársaság                        | Abdullahi Yusuf Ahmed (2004–2008), lista · * Szomáliföld · Dahir Riyale Kahin (2002–2010), Szomáliföld elnöke · * Puntföld · Mohamud Muse Hersi (2005–2009), Puntföld elnöke · * Maakhir (autonóm állam, nem elismert) · Jibrell Ali Salad (2007–2008), Makkhir elnöke | Ali Mohammed Ghedi (2004–2007) Nur Hassan Hussein (2007–2009), lista                                                          |
| Szudán · köztársaság                          | Omar el-Basír (1989–2019), lista | elnök tölti be a kormányfői posztot is                                                                                        |
| Szváziföld · abszolút monarchia               | III. Mswati király (1986–) | Themba Dlamini (2003–2008), lista                                                                                             |
| Tanzánia · köztársaság                        | Jakaya Kikwete (2005–2015), lista · * Zanzibár · Amani Abeid Karume (2000–2010), elnök | Edward Lowassa (2005–2008), lista · * Zanzibár · Shamsi Vuai Nahodha (2000–2010), főminiszter                                 |
| Togo · köztársaság                            | Faure Gnassingbé (2005–2025), lista | Yawovi Agboyibo (2006–2007) Komlan Mally (2007–2008), lista                                                                   |
| Tunézia · köztársaság                         | Zín el-Ábidín ben Ali (1987–2011), lista | Mohamed Gannúsi (1999–2011), lista                                                                                            |
| Uganda · köztársaság                          | Yoweri Museveni (1986–), lista | Apolo Nsibambi (1999–2011), lista                                                                                             |
| Zambia · köztársaság                          | Levy Mwanawasa (2002–2008), lista | elnök tölti be a kormányfői posztot is                                                                                        |
| Zimbabwe · köztársaság                        | Robert Mugabe (1987–2017), lista | elnök tölti be a kormányfői posztot is                                                                                        |
| Zöld-foki Köztársaság · köztársaság           | Pedro Pires (2001–2011), lista | José Maria Neves (2001–), lista                                                                                               |

## Dél-Amerika
| Ország                  | Államfő                                                                       | Kormányfő                              |
| ----------------------- | ----------------------------------------------------------------------------- | -------------------------------------- |
| Argentína · köztársaság | Néstor Kirchner (2003–2007) Cristina Kirchner (2007–2015), lista              | elnök tölti be a kormányfői posztot is |
| Bolívia · köztársaság   | Evo Morales (2006–2019), lista                                                | elnök tölti be a kormányfői posztot is |
| Brazília · köztársaság  | Luiz Inácio Lula da Silva (2003–2011), lista                                  | elnök tölti be a kormányfői posztot is |
| Chile · köztársaság     | Michelle Bachelet Jeria (2006–2010), lista                                    | elnök tölti be a kormányfői posztot is |
| Ecuador · köztársaság   | Alfredo Palacio González (2005–2007) Rafael Correa Delgado (2007–2017), lista | elnök tölti be a kormányfői posztot is |
| Guyana · köztársaság    | Bharrat Jagdeo (1999–2011), lista                                             | Sam Hinds (1999–2015), lista           |
| Kolumbia · köztársaság  | Álvaro Uribe (2002–2010), lista                                               | elnök tölti be a kormányfői posztot is |
| Paraguay · köztársaság  | Nicanor Duarte Frutos (2003–2008), lista                                      | elnök tölti be a kormányfői posztot is |
| Peru · köztársaság      | Alan García Pérez (2006–2011), lista                                          | Jorge Del Castillo (2006–2008), lista  |
| Suriname · köztársaság  | Ronald Venetiaan (2000–2010), lista                                           | elnök tölti be a kormányfői posztot is |
| Uruguay · köztársaság   | Tabaré Vázquez (2005–2010), lista                                             | elnök tölti be a kormányfői posztot is |
| Venezuela · köztársaság | Hugo Chávez (1999–2013), lista                                                | elnök tölti be a kormányfői posztot is |

## Észak- és Közép-Amerika
| Ország                                                          | Államfő | Kormányfő                                                                        |
| --------------------------------------------------------------- | --- | -------------------------------------------------------------------------------- |
| Amerikai Egyesült Államok                                       | George W. Bush (2001–2009), lista · * Puerto Rico · Az USA társult állama · Aníbal Acevedo Vilá (2005–2009), lista · * Amerikai Virgin-szigetek · Az USA társult állama · Charles Turnbull kormányzó, (1999–2007) · John de Jongh kormányzó, (2007–2014), lista | elnök tölti be a kormányfői posztot is                                           |
| Anguilla · Nagy-Britannia tengerentúli területe                 | II. Erzsébet királynő Anguilla királynője Andrew George (2006–2009), kormányzó | Osbourne Fleming (2000–2010), lista                                              |
| Antigua és Barbuda · parlamentáris monarchia                    | II. Erzsébet Antigua és Barbuda királynője (1981–2022) James Carlisle (1993–2007) Louise Lake-Tack (2007–2014), főkormányzó | Baldwin Spencer (2004–2014), lista                                               |
| Aruba · parlamentáris monarchia                                 | Beatrix holland királynő Aruba királynője (1980–2013) Fredis Refunjol (2004–2017), főkormányzó | Nelson Oduber (2001–2009), lista                                                 |
| Bahama-szigetek · parlamentáris monarchia                       | II. Erzsébet királynő a Bahama-szigetek királynője (1973–2022) Arthur Dion Hanna (2006–2010), főkormányzó | Perry Christie (2002–2007) Hubert Ingraham (2007–2012), lista                    |
| Barbados · parlamentáris monarchia                              | II. Erzsébet királynő Barbados királynője, (1966–2021) Clifford Husbands (1996–2011), főkormányzó | Owen Arthur (1994–2008), lista                                                   |
| Belize · parlamentáris monarchia                                | II. Erzsébet királynő Belize királynője (1981–2022) Colville Young (1993–2021), főkormányzó | Szaid Musza (1998–2008), lista                                                   |
| Bermuda · Nagy-Britannia külbirtoka                             | II. Erzsébet királynő Bermuda királynője (1968–2022) John Vereker (2002–2007) Richard Gozney (2007–2012), kormányzó | Evart Brown (2006–2010), lista                                                   |
| Costa Rica · köztársaság                                        | Óscar Arias Sánchez (2006–2010), lista | elnök tölti be a kormányfői posztot is                                           |
| Dominikai Közösség · köztársaság                                | Nicholas Liverpool (2003–2012), lista | Roosevelt Skerrit (2004–), lista                                                 |
| Dominikai Köztársaság · köztársaság                             | Leonel Fernández (2004–2012), lista | elnök tölti be a kormányfői posztot is                                           |
| Salvador · köztársaság                                          | Antonio Saca (2004–2009), lista | elnök tölti be a kormányfői posztot is                                           |
| Grenada · parlamentáris monarchia                               | II. Erzsébet királynő Grenada királynője (1974–2022) Sir Daniel Williams (1996–2008), főkormányzó | Keith Mitchell (1995–2008), lista                                                |
| Guatemala · köztársaság                                         | Óscar Berger (2004–2008), lista | elnök tölti be a kormányfői posztot is                                           |
| Haiti · köztársaság                                             | René Préval (2006–2011), lista | Jacques-Édouard Alexis (2006–2008), lista                                        |
| Holland Antillák · Hollandia külterülete                        | Beatrix királynő Hollandia királynője (1980–2010) Frits Goedgedrag (2002–2010), kormányzó | Emily de Jongh-Elhage (2006–2010), lista                                         |
| Honduras · köztársaság                                          | Manuel Zelaya (2006–2009), lista | elnök tölti be a kormányfői posztot is                                           |
| Jamaica · parlamentáris monarchia                               | II. Erzsébet királynő Jamaica királynője (1962–2022) Kenneth Hall (2006–2009), főkormányzó | Portia Simpson-Miller (2006–2007) Bruce Golding (2007–2011), lista               |
| Kanada · parlamentáris monarchia                                | II. Erzsébet királynő Kanada királynője (1952–2022) Michaëlle Jean (2005–2010), főkormányzó | Stephen Harper (2006–), lista                                                    |
| Kuba · népköztársaság                                           | Fidel Castro (1965–2011), pártfőtitkár Fidel Castro (1976–2008) Raúl Castro (2006–2008), ideiglenes, elnök | Fidel Castro (1959–2008) Raúl Castro (2006–2008), ideiglenes lista               |
| Mexikó · köztársaság                                            | Felipe Calderón (2006–2012), lista | elnök tölti be a kormányfői posztot is                                           |
| Nicaragua · köztársaság                                         | Enrique Bolaños (2002–2007) Daniel Ortega (2007–), lista | elnök tölti be a kormányfői posztot is                                           |
| Panama · köztársaság                                            | Martín Torrijos (2004–2009), lista | elnök tölti be a kormányfői posztot is                                           |
| Saint Kitts és Nevis · parlamentáris monarchia                  | II. Erzsébet királynő Szent Kitts és Nevis királynője (1983–2022) Sir Cuthbert Sebastian (1996–2012), főkormányzó * Nevis Eustace John (1994–2017), főkormányzó-helyettes                                                                                       | Denzil Douglas (1995–2015), lista * Nevis Joseph Parry (2006–2013), főminiszter  |
| Saint Lucia · parlamentáris monarchia                           | II. Erzsébet királynő Szent Lucia királynője (1979–2022) Dáma Pearlette Louisy (1997–2017), főkormányzó | John Compton (2006–2007) Stephenson King (2007–2011), lista                      |
| Saint-Pierre és Miquelon Franciaország külbirtoka               | Yves Fauqueur (2006–2008), prefektus | Stéphane Artano (2006–2017), Saint Pierre és Miquelon területi tanácsának elnöke |
| Saint Vincent és a Grenadine-szigetek · parlamentáris monarchia | II. Erzsébet királynő Saint Vincent királynője (1979–2022) Sir Frederick Ballantyne (2002–2019), főkormányzó | Ralph Gonsalves (2001–), lista                                                   |
| Trinidad és Tobago · köztársaság                                | George Maxwell Richards (2003–2013), lista | Patrick Manning (2001–2010), lista                                               |
| Turks- és Caicos-szigetek · az Egyesült Királyság külbirtoka    | Richard Tauwhare (2005–2008), lista | Michael Misick (2003–2009), főminiszter                                          |

## Ázsia
| Ország                                       | Államfő | Kormányfő |
| -------------------------------------------- | --- | --- |
| Afganisztán · köztársaság                    | Hámid Karzai (2001–2014), lista | elnök tölti be a kormányfői posztot is |
| Bahrein · alkotmányos monarchia              | Hamad király (1999–) | Halífa ibn Szalmán Ali Halífa (1970–2020), lista                                                                                           |
| Banglades · köztársaság                      | Iajuddin Ahmed (2002–2009), lista | Iajuddin Ahmed (2006–2007) Fakhruddin Ahmed (2007–2009), lista                                                                             |
| Bhután · abszolút monarchia                  | Dzsigme Keszar Namgyal Vangcsuk király (2006–), | Khandu Vangcsuk (2006–2007) Kindzang Dordzsi (2007–2008), lista                                                                            |
| Brunei · abszolút monarchia                  | Hassanal Bolkiah szultán (1967–) | a szultán tölti be a kormányfői posztot is                                                                                                 |
| Dél-Korea · köztársaság                      | No Muhjon (2003–2008), lista | Han Mjongszuk (2006–2007) Han Dokszu (2007–2008), lista                                                                                    |
| Egyesült Arab Emírségek · abszolút monarchia | Halífa bin Zájed Ál Nahaján (2004–2022), lista * Abu-Dzabi Halífa bin Zájed Ál Nahaján (2004–2022) * Adzsmán Humajd ibn Rásid an-Nuajmi (1981–) * Dubaj Mohammed bin Rásid ál-Maktúm (2006–) * Fudzsejra Hamad ibn Muhammad as-Sarki (1974–) * Rász el-Haima Szakr ibn Muhammad al-Kászimi (1948–2010) * Sardzsa Szultán ibn Muhammad al-Kászimi (1987–) * Umm al-Kajvajn Rásid ibn Ahmad al-Mualla (1981–2009) | Mohammed bin Rásid ál-Maktúm (2006–), lista                                                                                                |
| Észak-Korea · népköztársaság                 | Kim Dzsongil (1993–2011), országvezető Kim Dzsongil (1997–2011), pártfőtitkár Kim Jongnam (1998–2019), Legfelső Népi Gyűlés elnöke | Pak Pongdzsu (2003–2007) Kim Jongil (2007–2010), lista                                                                                     |
| Fülöp-szigetek · köztársaság                 | Gloria Macapagal-Arroyo (2001–2010), lista * Mindanao Zaldy Ampatuan (2005–2009), kormányzó | elnök tölti be a kormányfői posztot is |
| India · köztársaság                          | Abdul Kalam (2002–2007) Pratibha Patil (2007–2012), lista | Manmohan Szingh (2004–2014), lista |
| Indonézia · köztársaság                      | Susilo Bambang Yudhoyono (2004–2014), lista | elnök tölti be a kormányfői posztot is |
| Irak köztársaság                             | Dzselál Tálebáni + Gázi Mászál Ázsil ál-Jáver + Tariq Al-Hashimi (2006–2010), Irak Elnöki Tanácsa, lista | Núri el-Máliki (2006–2014), lista |
| Irán · köztársaság                           | Ali Hámenei (1989–), legfelsőbb vallási-szellemi vezető Mahmud Ahmadinezsád (2005–2013), elnök | elnök tölti be a kormányfői posztot is |
| Izrael · köztársaság                         | Móse Kacav (2000–2007) Simón Peresz (2007–2014), lista | Ehúd Olmert (2006–2009), lista |
| Japán · parlamentáris monarchia              | Akihito japán császár (1989–2019) | Abe Sinzó (2006–2007) Fukuda Jaszuo (2007–2008), lista                                                                                     |
| Jemen · köztársaság                          | Ali Abdulláh Száleh (1978–2012), lista | Abd al-Kádir Bádzsamál (2001–2007) Ali Mohammed Mudzsávar (2007–2011), lista                                                               |
| Jordánia · alkotmányos monarchia             | II. Abdulláh király (1999–) | Marúf al-Bahít (2005–2007) Nader al-Dahabi (2007–2009), lista                                                                              |
| Kambodzsa · parlamentáris monarchia          | Norodom Szihamoní király (2004–) | Hun Szen (1985–2023), lista |
| Katar · abszolút monarchia                   | Hamad ibn Halífa Ál Száni emír (1995–2013) | Abdulláh ibn Halífa Ál Száni (1996–2007) Hamad ibn Dzsásszim ibn Dzsáber Ál Száni (2007–2013), lista                                       |
| Kazahsztán · köztársaság                     | Nurszultan Nazarbajev (1990–2019), lista | Danijal Ahmetov (2003–2007) Karim Maszimov (2007–2012), lista                                                                              |
| Kelet-Timor · köztársaság                    | Xanana Gusmão (2002–2007) José Ramos-Horta (2007–2012), lista | José Ramos-Horta (2006–2007) Xanana Gusmão (2007–2015), lista                                                                              |
| Kína · népköztársaság                        | Hu Csin-tao (2002–2012), pártfőtitkár Hu Csin-tao (2003–2013), elnök | Ven Csia-pao (2003–2013), lista · * Hongkong · Donald Tsang (2005–2012), főminiszter · * Makaó · Edmund Ho (1999–2009), főminiszter        |
| Kirgizisztán · köztársaság                   | Kurmanbek Bakijev (2005–2010), lista | Feliksz Kulov (2005–2007) Azim Iszabekov (2007) Almazbek Atambajev (2007) Iszkenderbek Ajdaralijev (2007) Igor Csudinov (2007–2009), lista |
| Kuvait · alkotmányos monarchia               | IV. Szabáh emír (2006–2020) | Nászer al-Mohammed al-Ahmed Asz-Szabáh (2006–2011), lista                                                                                  |
| Laosz · népköztársaság                       | Csummali Szajaszon (2006–2016), pártfőtitkár Csummali Szajaszon (2006–2016), elnök | Buaszon Buphavany (2006–2010), lista |
| Libanon · köztársaság                        | Émile Lahoud (1998–2007), lista | Fuád asz-Szinjóra (2005–2009), lista |
| Malajzia · parlamentáris monarchia           | Mizan Zainal Abidin szultán (2006–2011) | Abdullah Ahmad Badawi (2003–2009), lista                                                                                                   |
| Maldív-szigetek · köztársaság                | Maumoon Abdul Gayoom (1978–2008), lista | elnök tölti be a kormányfői posztot is |
| Mianmar · köztársaság                        | Than Sve (1992–2011), lista | Szou Vin (2004–2007) Thein Szein (2007–2011), lista                                                                                        |
| Mongólia · köztársaság                       | Nambarín Enkhbadzsar (2005–2009), lista | Mijégombín Enhbold (2006–2007) Szandzságín Bajar (2007–2009), lista                                                                        |
| Nepál · alkotmányos monarchia                | Dnyánendra nepáli király (2001–2008) | Giridzsa Praszad Koirala (2006–2008), lista                                                                                                |
| Omán · abszolút monarchia                    | Kábúsz ibn Szaíd ománi szultán (1970–2020) | a szultán tölti be a miniszterelnöki posztot is                                                                                            |
| Pakisztán · köztársaság                      | Pervez Musarraf (2001–2008), lista | Saukat Aziz (2004–2007) Mohammedmian Szumro (2007–2008), lista                                                                             |
| Palesztina · köztársaság                     | Mahmúd Abbász (2005–), lista | Iszmáíl Hanije (2006–2007) Szalám Fajjád (2007–2013), lista                                                                                |
| Srí Lanka · köztársaság                      | Mahinda Rajapakse (2005–2015), lista | Ratnasiri Wickremanayake (2005–2010), lista                                                                                                |
| Szaúd-Arábia · abszolút monarchia            | Abdullah király (2005–2015) | A király egyben a kormányfő is |
| Szingapúr · köztársaság                      | Sellapan Ramanathan (1999–2011), lista | Li Hszien Lung (2004–2024), lista |
| Szíria · köztársaság                         | Bassár el-Aszad (2000–2024), lista | Muhammad Nádzsi al-Otari (2003–2011), lista                                                                                                |
| Tajvan · köztársaság                         | Chen Shui-bian (2000–2008), lista | Su Tseng-chang (2006–2007) Chang Chun-hsiung (2007–2008), lista                                                                            |
| Tádzsikisztán · köztársaság                  | Emomali Rahmon (1992–), lista | Oqil Oqilov (1999–), lista * Hegyi-Badahsáni autonóm terület Kadir Kaszimov (2006–2013), kormányfő                                         |
| Thaiföld · parlamentáris monarchia           | Bhumibol Aduljadezs király (1946–2016) | Szurajut Csulanon (2006–2008), lista |
| Törökország · köztársaság                    | Ahmet Necdet Sezer (2000–2007) Abdullah Gül (2007–2014), lista | Recep Tayyip Erdoğan (2003–2014), lista |
| Türkmenisztán · köztársaság                  | Gurbanguly Berdimuhamedow (2006–2022), lista | elnök tölti be a kormányfői posztot is |
| Üzbegisztán · köztársaság                    | Islom Karimov (1991–2016), lista | Shavkat Mirziyoyev (2003–2016), lista |
| Vietnám · népköztársaság                     | Nong Duc Manh (2001–2011), pártfőtitkár Nguyen Minh Triet (2006–2011), államfő | Nguyen Tan Dung (2006–2016), lista |

## Óceánia
| Ország                                            | Államfő | Kormányfő |
| ------------------------------------------------- | --- | --- |
| Amerikai Szamoa · USA külbirtok                   | Togiola Tulafono (2003–2012), kormányzó | kormányzó tölti be a kormányfői posztot is |
| Ausztrália · parlamentáris monarchia              | II. Erzsébet Ausztrália királynője (1952–2022) · Michael Jeffery (2003–2008), főkormányzó · * Karácsony-sziget Ausztrália külterülete · Neil Lucas (2006–2009), adminisztrátor · * Kókusz (Keeling)-szigetek Ausztrália külterülete · Neil Lucas (2006–2009), adminisztrátor · * Norfolk-sziget Ausztrália külbirtoka · Grant Tambling (2003–2007) · Owen Walsh (2007–2012), adminisztrátor | John Howard (1996–2007) Kevin Rudd (2007–2010), lista |
| Északi-Mariana-szigetek · USA külbirtok           | George W. Bush elnök, (2001–2009) Benigno R. Fitial (2006–2013), kormányzó | kormányzó tölti be a kormányfői posztot is |
| Fidzsi-szigetek · köztársaság                     | Ratu Josefa Iloilo (2000–2009) Frank Bainimarama (2006–2007), lista | Jona Senilagakali (2006–2007) Frank Bainimarama (2007–2014), lista |
| Francia Polinézia · Franciaország külterülete     | Anne Boquet (2005–2008), főbiztos | Gaston Tong Sang (2006–2007) Oscar Temaru (2007–2008), lista |
| Kiribati · köztársaság                            | Anote Tong (2003–2016), lista | elnök tölti be a kormányfői posztot is |
| Marshall-szigetek · köztársaság                   | Kessai Note (2000–2008), lista | elnök tölti be a kormányfői posztot is |
| Mikronézia · köztársaság                          | Joseph J. Urusemal (2003–2007) Manny Mori (2007–2015), lista | elnök tölti be a kormányfői posztot is |
| Nauru · köztársaság                               | Ludwig Scotty (2004–2007) Marcus Stephen (2007–2011), lista | elnök tölti be a kormányfői posztot is |
| Palau · köztársaság                               | Tommy Remengesau (2001–2009), lista | elnök tölti be a kormányfői posztot is |
| Pápua Új-Guinea · parlamentáris monarchia         | II. Erzsébet Pápua Új-Guinea királynője (1975–2022) Sir Paulias Matane (2004–2010), főkormányzó * Bougainville autonóm terület Joseph Kabui (2005–2008), elnök | Sir Michael Somare (2002–2011), lista |
| Pitcairn-szigetek · Egyesült Királyság külbirtoka | II. Erzsébet a Pitcairn-szigetek királynője (1952–2022) George Fergusson (2006–2010), kormányzó Leslie Jacques (2003–), főbiztos | Jay Warren (2004–2007) Mike Warren (2007–), polgármester |
| Salamon-szigetek · parlamentáris monarchia        | II. Erzsébet a Salamon-szigetek királynője (1978–2022) Nathaniel Waena (2004–2009), főkormányzó | Manasseh Sogavare (2006–2007) Derek Sikua (2007–2010), lista |
| Szamoa · parlamentáris monarchia                  | Malietoa Tanumafili II (1962–2007) Tufuga Efi (2007–2017), Szamoai O le Ao o le Malo | Tuilaepa Aiono Sailele Malielegaoi (1998–2021), lista |
| Tonga · alkotmányos monarchia                     | V. Tupou György király (2006–2012) | Feleti Sevele (2006–2010), lista |
| Tuvalu · parlamentáris monarchia                  | II. Erzsébet Tuvalu királynője (1978–2022) Filoimea Telito (2005–2010), főkormányzó | Apisai Ielemia (2006–2010), lista |
| Új-Kaledónia · Franciaország külterülete          | Michel Mathieu (2005–2007) Yves Dassonville (2007–2010), főbiztos | Marie-Noëlle Thémereau (2004–2007) Harold Martin (2007–2009), főminiszter |
| Új-Zéland · parlamentáris monarchia               | II. Erzsébet Új-Zéland királynője (1952–2022) · Anand Satyanand (2006–2011), főkormányzó · * Cook-szigetek Új-Zéland társult állama · Frederick Goodwin (2001–2013), a királynő képviselője · * Niue Új-Zéland társult állama · Anand Satyanand (2006–2011) · * Tokelau-szigetek Új-Zéland területe · David Payton (2006–2009), adminisztrátor                                              | Helen Clark (1999–2008), lista · * Cook-szigetek Új-Zéland autonóm területe · Jim Marurai (2004–2010), lista · * Niue Új-Zéland társult állama · Young Vivian (2002–2008), miniszterelnök · * Tokelau-szigetek Új-Zéland területe · Kolouei O'Brien (2006–2007) · Kuresa Nasau (2007–2008), lista |
| Vanuatu · köztársaság                             | Kalkot Mataskelekele (2004–2009), lista | Ham Lini (2004–2008), lista |
| Wallis és Futuna Franciaország külterülete        | Richard Didier (2006–2008), főadminisztrátor | Emeni Simete (2005–2007) Victor Brial (2007–2010), közgyűlési elnök |

## Lásd még
- Választások 2007-ben
- Kortárs uralkodók listája